# Les Ailes (revue)
Pour les articles homonymes, voir Les Ailes.
Les Ailes est une revue hebdomadaire d’aviation, publiée de 1921 à 1963 au format journal, sous-titrée « Le monde de l'aviation et l'aviation du monde ».

## Généralités
La revue, publiée initialement sur du papier bleu assez fin, paraît pour la première fois le jeudi 23 juin 1921. Elle adopte un format qui lui restera propre jusqu’à sa fin, celui d’un journal grand format baptisé le « Journal hebdomadaire de la locomotion aérienne ». Son créateur et rédacteur en chef s’appelle Georges Houard et ses bureaux sont situés au 17, Boulevard des Batignolles dans le 8e arrondissement de Paris. Pour son premier numéro, le prix de vente est fixé à 25 centimes.
À la suite de la débâcle de mai et juin 1940, la parution s’arrête provisoirement avec l’exemplaire no 984 du 6 juin 1940. Elle reprend avec le no 985 daté du 2 décembre 1944. La formule du journal noir et blanc illustré de photographie restera la même jusqu’à l’ultime numéro (no 1916) daté du 8 mars 1963,.
Une suite indirecte de cette revue apparaît avec  Air et Cosmos.